# Fußball-Club Bayern München 2003-2004
Questa voce raccoglie le informazioni riguardanti il Fußball-Club Bayern München nelle competizioni ufficiali della stagione 2003-2004.

## Stagione
Durante la sessione estiva di calciomercato il club cede Giovane Élber, che era stato il capocannoniere nello scorso campionato al Lione, mentre dal Deportivo La Coruña arriva Roy Makaay. Il Bayern viene subito eliminato nella Coppa di Lega dall'Amburgo, ed in seguito partecipa alla Champions League. In questa manifestazione la squadra arriva seconda dietro al Lione nella fase a gruppi e la supera, ma viene poi eliminata dal Real Madrid negli ottavi. A fine stagione i bavaresi arrivano invece al secondo posto in Bundesliga dietro al Werder Brema, mentre nella Coppa di Germania la squadra termina la sua corsa nei quarti, dove è fermata dall'Alemannia Aachen poi finalista.

## Maglie e sponsor
| Casa | Trasferta | Terza divisa | Terza Alternativa |  |

## Rosa
| N. |                        | Ruolo | Calciatore                      |
| -- | ---------------------- | ----- | ------------------------------- |
| 1  | Germania (bandiera)    | P     | Oliver Kahn (capitano)          |
| 2  | Francia (bandiera)     | D     | Willy Sagnol                    |
| 3  | Francia (bandiera)     | D     | Bixente Lizarazu                |
| 4  | Ghana (bandiera)       | D     | Samuel Kuffour                  |
| 5  | Croazia (bandiera)     | D     | Robert Kovač                    |
| 6  | Argentina (bandiera)   | D     | Martín Demichelis               |
| 7  | Germania (bandiera)    | C     | Mehmet Scholl                   |
| 10 | Paesi Bassi (bandiera) | A     | Roy Makaay                      |
| 11 | Brasile (bandiera)     | C     | Zé Roberto                      |
| 12 | Germania (bandiera)    | P     | Markus Grünberger               |
| 13 | Germania (bandiera)    | C     | Michael Ballack (vice-capitano) |
| 14 | Perù (bandiera)        | A     | Claudio Pizarro                 |
| 15 | Germania (bandiera)    | C     | Tobias Rau                      |
| 16 | Germania (bandiera)    | C     | Jens Jeremies                   |
| 17 | Germania (bandiera)    | C     | Thorsten Fink                   |

| N. |                                 | Ruolo | Calciatore             |
| -- | ------------------------------- | ----- | ---------------------- |
| 20 | Bosnia ed Erzegovina (bandiera) | C     | Hasan Salihamidžić     |
| 21 | Germania (bandiera)             | A     | Alexander Zickler      |
| 22 | Germania (bandiera)             | P     | Michael Rensing        |
| 23 | Inghilterra (bandiera)          | C     | Owen Hargreaves        |
| 24 | Paraguay (bandiera)             | A     | Roque Santa Cruz       |
| 25 | Germania (bandiera)             | D     | Thomas Linke           |
| 26 | Germania (bandiera)             | C     | Sebastian Deisler      |
| 30 | Germania (bandiera)             | D     | Christian Lell         |
| 31 | Germania (bandiera)             | C     | Bastian Schweinsteiger |
| 33 | Perù (bandiera)                 | A     | Paolo Guerrero         |
| 34 | Germania (bandiera)             | C     | Piotr Trochowski       |
| 35 | Bosnia ed Erzegovina (bandiera) | C     | Zvjezdan Misimović     |
| 36 | Germania (bandiera)             | P     | Jan Schlösser          |
| 37 | Ghana (bandiera)                | D     | Christian Saba         |

## Organigramma societario
Area direttiva
- Presidente:  Franz Beckenbauer

Area tecnica
- Allenatore: Ottmar Hitzfeld
- Allenatore in seconda: Michael Henke
- Preparatore dei portieri: Sepp Maier
- Preparatori atletici:

## Calciomercato

### Sessione estiva
| Acquisti | Acquisti          | Acquisti            | Acquisti |
| R.       | Nome              | da                  | Modalità |
| -------- | ----------------- | ------------------- | -------- |
| A        | Roy Makaay        | Deportivo La Coruña |          |
| D        | Martín Demichelis | River Plate         |          |
| C        | Tobias Rau        | Wolfsburg           |          |

| Cessioni | Cessioni       | Cessioni        | Cessioni |
| R.       | Nome           | da              | Modalità |
| -------- | -------------- | --------------- | -------- |
| A        | Giovane Élber  | Olympique Lione |          |
| C        | Barbaros Barut | Unterhaching    |          |
| C        | Niko Kovač     | Hertha Berlino  |          |
| D        | Philipp Lahm   | Stoccarda       |          |
| C        | Michael Tarnat | Manchester City |          |
| P        | Stefan Wessels | Colonia         |          |

### Sessione invernale
| Acquisti | Acquisti | Acquisti | Acquisti |
| R.       | Nome     | da       | Modalità |
| -------- | -------- | -------- | -------- |

| Cessioni | Cessioni       | Cessioni | Cessioni |
| R.       | Nome           | da       | Modalità |
| -------- | -------------- | -------- | -------- |
| C        | Markus Feulner | Colonia  |          |

## Risultati

### Bundesliga

#### Girone di andata
| Arbitro: | Kircher |

|                                             |           |           |
| Zé Roberto 16’ Salihamidžić 20’ Pizarro 42’ | Marcatori | 68’ Skela |

| Arbitro: | Aust |

|                                             |           |                                        |
| Krupniković 9’ Štajner 27’ Christiansen 43’ | Marcatori | 39’ Ballack 49’ Pizarro 90’ Hargreaves |

| Arbitro: | Gagelmann |

|                         |           |  |
| Pizarro 20’ Deisler 26’ | Marcatori |  |

| Arbitro: | Merk |

|  |           |                       |
|  | Marcatori | 14’ Pizarro 78’ Élber |

| Arbitro: | Fröhlich |

|                               |           |                               |
| Baiano 11’, 84’ Klimowicz 89’ | Marcatori | 49’ Schweinsteiger 59’ Makaay |

| Arbitro: | Meyer |

|                                       |           |                                    |
| Makaay 25’ Santa Cruz 64’ Ballack 69’ | Marcatori | 10’ Ramelow 34’ França 81’ Baştürk |

| Arbitro: | Fandel |

|                  |           |                           |
| Linke 47’ (aut.) | Marcatori | 30’ Santa Cruz 86’ Makaay |

| Arbitro: | Weiner |

|                                                            |           |              |
| Makaay 22’ Ballack 45’ Schweinsteiger 58’ Salihamidžić 88’ | Marcatori | 65’ N. Kovač |

| Mönchengladbach 18 ottobre 2003, ore 15:30 CEST 9ª giornata | Borussia M'gladbach | 0 – 0 referto | Bayern Monaco | Bökelbergstadion (34 500 spett.)\| Arbitro: \| Kircher \| |
| Arbitro:                                                    | Kircher             |               |               |                                                           |

| Arbitro: | Koop |

|                                 |           |           |
| Deisler 1’, 69’ Makaay 27’, 80’ | Marcatori | 78’ Klose |

| Arbitro: | Steinborn |

|                               |           |  |
| Hajto 16’ (rig.) Kamphuis 79’ | Marcatori |  |

| Arbitro: | Merk |

|                                                     |           |            |
| Ballack 27’ Sagnol 50’ Salihamidžić 72’ Pizarro 90’ | Marcatori | 49’ Koller |

| Arbitro: | Fandel |

|  |           |            |
|  | Marcatori | 34’ Makaay |

| Arbitro: | Kemmling |

|                  |           |                          |
| Pizarro 42’, 49’ | Marcatori | 35’ Voronin 60’ Springer |

| Arbitro: | Kircher |

|                   |           |             |
| Ailton 58’ (rig.) | Marcatori | 79’ Pizarro |

| Arbitro: | Merk |

|            |           |  |
| Makaay 75’ | Marcatori |  |

| Arbitro: | Meyer |

|  |           |                                                                           |
|  | Marcatori | 6’ Demichelis 23’ Salihamidžić 28’, 67’ Makaay 61’ Pizarro 87’ Trochowski |

#### Girone di ritorno
| Arbitro: | Jansen |

|                  |           |           |
| Skela 45’ (rig.) | Marcatori | 1’ Makaay |

| Arbitro: | Fröhlich |

|                                       |           |              |
| Ballack 10’ Zé Roberto 66’ Makaay 78’ | Marcatori | 82’ Svitlica |

| Arbitro: | Wagner |

|           |           |  |
| Madsen 9’ | Marcatori |  |

| Arbitro: | Kircher |

|                |           |  |
| Demichelis 87’ | Marcatori |  |

| Arbitro: | Kinhöfer |

|                               |           |  |
| Makaay 11’ Schweinsteiger 76’ | Marcatori |  |

| Arbitro: | Fandel |

|               |           |                             |
| Schneider 90’ | Marcatori | 39’, 77’ Makaay 58’ Ballack |

| Arbitro: | Kemmling |

|                                   |           |                                     |
| Jeremies 3’ Makaay 9’, 76’ (rig.) | Marcatori | 53’ Max 65’ Arvidsson 72’ Rasmussen |

| Arbitro: | Jansen |

|                    |           |           |
| Paraíba 42’ (rig.) | Marcatori | 8’ Makaay |

| Arbitro: | Weiner |

|                                                                         |           |                         |
| Kuffour 21’ Santa Cruz 39’ Makaay 48’ (rig.) Hargreaves 88’ Ballack 90’ | Marcatori | 54’, 65’ (rig.) Svěrkoš |

| Arbitro: | Fröhlich |

|  |           |                           |
|  | Marcatori | 47’ Makaay 77’ Santa Cruz |

| Arbitro: | Trautmann |

|                |           |                   |
| Makaay 8’, 64’ | Marcatori | 4’ (rig.) Vermant |

| Arbitro: | Merk |

|                               |           |  |
| Ewerthon 55’ (rig.) Wörns 61’ | Marcatori |  |

| Arbitro: | Jansen |

|                |           |  |
| Santa Cruz 50’ | Marcatori |  |

| Arbitro: | Kinhöfer |

|              |           |                                |
| Podolski 24’ | Marcatori | 40’ Pizarro 75’ Schweinsteiger |

| Arbitro: | Steinborn |

|            |           |                                   |
| Makaay 55’ | Marcatori | 19’ Klasnić 26’ Micoud 35’ Ailton |

| Arbitro: | Fröhlich |

|                              |           |             |
| Szabics 18’, 51’ Kurányi 53’ | Marcatori | 76’ Pizarro |

| Arbitro: | Weiner |

|                                 |           |  |
| Deisler 18’ Lizarazu 73’ (rig.) | Marcatori |  |

### Coppa di Germania
| Arbitro: | Kammerer |

|  |           |                                                        |
|  | Marcatori | 11’, 61’, 69’ Santa Cruz 13’ (rig.) Ballack 74’ Scholl |

| Arbitro: | Aust |

|                                                                                   |                      |                                                               |
| Makaay 36’                                                                        | Marcatori            | 11’ Vittek                                                    |
| Salihamidžić Ballack Deisler Santa Cruz Makaay Jeremies Trochowski Linke R. Kovač | Tiri di rigore 7 – 6 | Paßlack Krzynówek Müller Vittek Ćirić Wolf Paulus Mintál Nikl |

| Arbitro: | Wagner |

|                                         |           |  |
| Pizarro 29’ Makaay 47’ Salihamidžić 73’ | Marcatori |  |

| Arbitro: | Weiner |

|                      |           |             |
| Blank 34’ Meijer 81’ | Marcatori | 45’ Ballack |

### Coppa di Lega
| Arbitro: | Jansen |

|                                          |                      |                                 |
| Ballack 24’ (rig.), 90’ (rig.) Élber 69’ | Marcatori            | 41’, 52’ Romeo 66’ Barbarez     |
| Salihamidžić Ballack Hargreaves          | Tiri di rigore 1 – 4 | Rahn Hoogma Maltritz Mahdavikia |

### Champions League

#### Fase a gironi
| Arbitro: | De Santis |

|                 |           |              |
| Makaay 73’, 86’ | Marcatori | 57’ Thompson |

| Arbitro: | Cantalejo |

|            |           |                |
| Mornar 53’ | Marcatori | 74’ Santa Cruz |

| Arbitro: | Micheľ |

|               |           |            |
| Luyindula 88’ | Marcatori | 25’ Makaay |

| Arbitro: | Barber |

|            |           |                           |
| Makaay 14’ | Marcatori | 6’ Pernambucano 53’ Élber |

| Glasgow 25 novembre 2003, ore 20:45 CET 5ª giornata | Celtic  | 0 – 0 referto | Bayern Monaco | Celtic Park (60 506 spett.)\| Arbitro: \| Temmink \| |
| Arbitro:                                            | Temmink |               |               |                                                      |

| Arbitro: | Nielsen |

|                   |           |  |
| Makaay 42’ (rig.) | Marcatori |  |

#### Fase a eliminazione diretta
| Arbitro: | Hauge |

|            |           |                    |
| Makaay 75’ | Marcatori | 83’ Roberto Carlos |

| Arbitro: | Meier |

|            |           |  |
| Zidane 32’ | Marcatori |  |

## Statistiche

### Statistiche di squadra
| Competizione      | Punti | In casa | In casa | In casa | In casa | In casa | In casa | In trasferta | In trasferta | In trasferta | In trasferta | In trasferta | In trasferta | Totale | Totale | Totale | Totale | Totale | Totale | DR  |
| Competizione      | Punti | G       | V       | N       | P       | Gf      | Gs      | G            | V            | N            | P            | Gf           | Gs           | G      | V      | N      | P      | Gf     | Gs     | DR  |
| ----------------- | ----- | ------- | ------- | ------- | ------- | ------- | ------- | ------------ | ------------ | ------------ | ------------ | ------------ | ------------ | ------ | ------ | ------ | ------ | ------ | ------ | --- |
| Bundesliga        | 68    | 17      | 13      | 3       | 1       | 43      | 19      | 17           | 7            | 5            | 5            | 27           | 20           | 34     | 20     | 8      | 6      | 70     | 39     | +31 |
| Coppa di Germania | -     | 2       | 1       | 1       | 0       | 4       | 1       | 2            | 1            | 0            | 1            | 6            | 2            | 4      | 2      | 1      | 1      | 10     | 3      | +7  |
| Coppa di Lega     | -     | 1       | 0       | 1       | 0       | 3       | 3       | 0            | 0            | 0            | 0            | 0            | 0            | 1      | 0      | 1      | 0      | 3      | 3      | 0   |
| Champions League  | -     | 4       | 2       | 1       | 1       | 5       | 4       | 4            | 0            | 3            | 1            | 2            | 3            | 8      | 2      | 4      | 2      | 7      | 7      | 0   |
| Totale            | 68    | 24      | 16      | 6       | 2       | 55      | 27      | 23           | 8            | 8            | 7            | 35           | 25           | 47     | 24     | 14     | 9      | 90     | 52     | +38 |

### Andamento in campionato
| Giornata  | 1 | 2 | 3 | 4 | 5 | 6 | 7 | 8 | 9 | 10 | 11 | 12 | 13 | 14 | 15 | 16 | 17 | 18 | 19 | 20 | 21 | 22 | 23 | 24 | 25 | 26 | 27 | 28 | 29 | 30 | 31 | 32 | 33 | 34 |
| --------- | - | - | - | - | - | - | - | - | - | -- | -- | -- | -- | -- | -- | -- | -- | -- | -- | -- | -- | -- | -- | -- | -- | -- | -- | -- | -- | -- | -- | -- | -- | -- |
| Luogo     | C | T | C | T | T | C | T | C | T | C  | T  | C  | T  | C  | T  | C  | T  | T  | C  | T  | C  | C  | T  | C  | T  | C  | T  | C  | T  | C  | T  | C  | T  | C  |
| Risultato | V | N | V | V | P | N | V | V | N | V  | P  | V  | V  | N  | N  | V  | V  | N  | V  | P  | V  | V  | V  | N  | N  | V  | V  | V  | P  | V  | V  | P  | P  | V  |
| Posizione | 4 | 5 | 3 | 2 | 5 | 5 | 4 | 4 | 5 | 4  | 5  | 4  | 4  | 4  | 4  | 4  | 2  | 3  | 2  | 2  | 2  | 2  | 2  | 2  | 2  | 2  | 2  | 2  | 2  | 2  | 2  | 2  | 2  | 2  |

Legenda:

Luogo: C = Casa; T = Trasferta. Risultato: V = Vittoria; N = Pareggio; P = Sconfitta.

### Statistiche dei giocatori
| Giocatore         | Bundesliga | Bundesliga | Bundesliga  | Bundesliga | Coppa di Germania | Coppa di Germania | Coppa di Germania | Coppa di Germania | Coppa di Lega | Coppa di Lega | Coppa di Lega | Coppa di Lega | Champions League | Champions League | Champions League | Champions League | Totale   | Totale | Totale      | Totale     |
| Giocatore         | Presenze   | Reti       | Ammonizioni | Espulsioni | Presenze          | Reti              | Ammonizioni       | Espulsioni        | Presenze      | Reti          | Ammonizioni   | Espulsioni    | Presenze         | Reti             | Ammonizioni      | Espulsioni       | Presenze | Reti   | Ammonizioni | Espulsioni |
| ----------------- | ---------- | ---------- | ----------- | ---------- | ----------------- | ----------------- | ----------------- | ----------------- | ------------- | ------------- | ------------- | ------------- | ---------------- | ---------------- | ---------------- | ---------------- | -------- | ------ | ----------- | ---------- |
| M. Ballack        | 28         | 7          | 8           | 2          | 3                 | 2                 | 1                 | 0                 | 1             | 2             | 0             | 0             | 8                | 0                | 2                | 0                | 40       | 11     | 11          | 2          |
| S. Deisler        | 11         | 4          | 0           | 0          | 2                 | 0                 | 1                 | 0                 | 1             | 0             | 0             | 0             | 1                | 0                | 0                | 0                | 15       | 4      | 1           | 0          |
| M. Demichelis     | 14         | 2          | 5           | 0          | 2                 | 0                 | 0                 | 0                 | 0             | 0             | 0             | 0             | 5                | 0                | 2                | 0                | 21       | 2      | 7           | 0          |
| G. Élber          | 4          | 1          | 1           | 0          | 0                 | 0                 | 0                 | 0                 | 1             | 1             | 0             | 0             | 0                | 0                | 0                | 0                | 5        | 2      | 1           | 0          |
| M. Feulner        | 2          | 0          | 0           | 0          | 0                 | 0                 | 0                 | 0                 | 0             | 0             | 0             | 0             | 0                | 0                | 0                | 0                | 2        | 0      | 0           | 0          |
| T. Fink           | 1          | 0          | 0           | 0          | 0                 | 0                 | 0                 | 0                 | 0             | 0             | 0             | 0             | 0                | 0                | 0                | 0                | 1        | 0      | 0           | 0          |
| M. Grünberger     | 0          | 0          | 0           | 0          | 0                 | 0                 | 0                 | 0                 | 0             | 0             | 0             | 0             | 0                | 0                | 0                | 0                | 0        | 0      | 0           | 0          |
| P. Guerrero       | 0          | 0          | 0           | 0          | 1                 | 0                 | 0                 | 0                 | 0             | 0             | 0             | 0             | 0                | 0                | 0                | 0                | 1        | 0      | 0           | 0          |
| O. Hargreaves     | 25         | 2          | 5           | 0          | 3                 | 0                 | 0                 | 0                 | 1             | 0             | 1             | 0             | 6                | 0                | 0                | 0                | 35       | 2      | 6           | 0          |
| J. Jeremies       | 23         | 1          | 5           | 0          | 2                 | 0                 | 1                 | 0                 | 1             | 0             | 0             | 0             | 4                | 0                | 1                | 0                | 30       | 1      | 7           | 0          |
| O. Kahn           | 33         | 0          | 2           | 0          | 4                 | 0                 | 0                 | 0                 | 1             | 0             | 0             | 0             | 8                | 0                | 1                | 0                | 46       | 0      | 3           | 0          |
| R. Kovač          | 19         | 0          | 3           | 0          | 2                 | 0                 | 1                 | 0                 | 0             | 0             | 0             | 0             | 7                | 0                | 2                | 0                | 28       | 0      | 6           | 0          |
| S. Kuffour        | 23         | 1          | 4           | 0          | 2                 | 0                 | 0                 | 0                 | 1             | 0             | 1             | 0             | 7                | 0                | 2                | 0                | 33       | 1      | 7           | 0          |
| C. Lell           | 4          | 0          | 0           | 0          | 1                 | 0                 | 0                 | 0                 | 0             | 0             | 0             | 0             | 0                | 0                | 0                | 0                | 5        | 0      | 0           | 0          |
| T. Linke          | 21         | 0          | 3           | 1          | 2                 | 0                 | 0                 | 0                 | 1             | 0             | 0             | 0             | 4                | 0                | 0                | 0                | 28       | 0      | 3           | 1          |
| B. Lizarazu       | 26         | 1          | 5           | 0          | 1                 | 0                 | 0                 | 0                 | 0             | 0             | 0             | 0             | 8                | 0                | 3                | 0                | 35       | 1      | 8           | 0          |
| R. Makaay         | 32         | 23         | 1           | 0          | 4                 | 2                 | 0                 | 0                 | 0             | 0             | 0             | 0             | 8                | 6                | 1                | 0                | 44       | 31     | 2           | 0          |
| Z. Misimović      | 2          | 0          | 0           | 0          | 1                 | 0                 | 0                 | 0                 | 0             | 0             | 0             | 0             | 0                | 0                | 0                | 0                | 3        | 0      | 0           | 0          |
| C. Pizarro        | 31         | 11         | 2           | 0          | 4                 | 1                 | 0                 | 0                 | 1             | 0             | 0             | 0             | 7                | 0                | 0                | 1                | 43       | 12     | 2           | 1          |
| T. Rau            | 8          | 0          | 2           | 0          | 2                 | 0                 | 0                 | 0                 | 0             | 0             | 0             | 0             | 1                | 0                | 0                | 0                | 11       | 0      | 2           | 0          |
| M. Rensing        | 2          | 0          | 0           | 0          | 0                 | 0                 | 0                 | 0                 | 0             | 0             | 0             | 0             | 0                | 0                | 0                | 0                | 2        | 0      | 0           | 0          |
| Zé Roberto        | 30         | 2          | 3           | 1          | 2                 | 0                 | 0                 | 0                 | 1             | 0             | 0             | 0             | 7                | 0                | 1                | 0                | 40       | 2      | 4           | 1          |
| C. Saba           | 0          | 0          | 0           | 0          | 0                 | 0                 | 0                 | 0                 | 0             | 0             | 0             | 0             | 0                | 0                | 0                | 0                | 0        | 0      | 0           | 0          |
| W. Sagnol         | 21         | 1          | 4           | 0          | 3                 | 0                 | 1                 | 0                 | 0             | 0             | 0             | 0             | 6                | 0                | 2                | 0                | 30       | 1      | 7           | 0          |
| H. Salihamidžić   | 33         | 4          | 5           | 1          | 4                 | 1                 | 0                 | 0                 | 1             | 0             | 0             | 0             | 8                | 0                | 1                | 0                | 46       | 5      | 6           | 1          |
| R. Santa Cruz     | 29         | 5          | 0           | 0          | 4                 | 3                 | 0                 | 0                 | 0             | 0             | 0             | 0             | 8                | 1                | 1                | 0                | 41       | 9      | 1           | 0          |
| J. Schlösser      | 0          | 0          | 0           | 0          | 0                 | 0                 | 0                 | 0                 | 0             | 0             | 0             | 0             | 0                | 0                | 0                | 0                | 0        | 0      | 0           | 0          |
| M. Scholl         | 5          | 0          | 0           | 0          | 2                 | 1                 | 0                 | 0                 | 1             | 0             | 0             | 0             | 1                | 0                | 0                | 0                | 9        | 1      | 0           | 0          |
| B. Schweinsteiger | 26         | 4          | 4           | 0          | 3                 | 0                 | 0                 | 0                 | 1             | 0             | 1             | 0             | 3                | 0                | 0                | 0                | 33       | 4      | 5           | 0          |
| P. Trochowski     | 10         | 1          | 0           | 0          | 1                 | 0                 | 0                 | 0                 | 0             | 0             | 0             | 0             | 0                | 0                | 0                | 0                | 11       | 1      | 0           | 0          |
| A. Zickler        | 0          | 0          | 0           | 0          | 0                 | 0                 | 0                 | 0                 | 0             | 0             | 0             | 0             | 0                | 0                | 0                | 0                | 0        | 0      | 0           | 0          |